# МАЗ-205А
МАЗ-205А — советский тяжёлый самосвал с колёсной формулой 4 × 2, выпускавшийся серийно Минским автомобильным заводом с 1947 по 1965 год, являлся усовершенствованным вариантом самосвала ЯАЗ-205.

## История создания
Разработка нового автомобиля-самосвала началась на Ярославском автомобильном заводе ЯАЗ в предпоследний год Великой Отечественной войны, спустя год были построены первые опытные образцы самосвала ЯАЗ-205. После войны заводу была поручена разработка тяжелых трехосных грузовых автомобилей семейства 210, а документация на производство двухосных автомобилей 200-го семейства, в том числе и самосвала ЯАЗ-205 была передана на только что построенный Минский Автомобильный Завод. Первые пять самосвалов уже под маркой МАЗ-205А сошли с конвейера завода к 30-й годовщине Октябрьской Революции 7 ноября 1947 года. МАЗ-205А стал первым автомобилем, выпущенным на Минском автомобильном заводе, его базовая модель, бортовой МАЗ-200, начала производиться в 1951 году, а седельный тягач МАЗ-200В — в 1953 году. Внешне минский самосвал отличался от ярославского прежде всего решеткой радиатора с вертикальными брусьями, отсутствием на крышке капота фигурки медведя, символики Ярославского автозавода (на ранних прототипах вместо него стояла фигурка зубра, символики нового Минского автозавода - но на серийных грузовиках зубр был в виде плоских барельефов на боковинах капота); двери кабины были обшиты металлическим листом, а не деревянными планками. Кроме внешних отличий имелись и технические, такие как единый карданный вал вместо двух, большая грузоподъемность. Изначально большая часть узлов и агрегатов приходила на автозавод из Ярославля, но затем постепенно с вводом новых цехов МАЗа по производству необходимых деталей из Ярославля стали приходить только дизельные двигатели. Самосвалы МАЗ-205А составляли большую часть производства, поскольку в них нуждалась вся страна, восстанавливаемая после войны. В течение всего серийного производства МАЗ-205А подвергался различным доработкам и усовершенствованиям. Так, начиная к конца 50-х, лобовые стекла кабины получили резиновые уплотнители вместо прежних деревянных, с 1958 года мощность двигателя была поднята со 110 до 120 л.с. Самосвал выпускался в течение почти 18 лет и был снят с производства 31 декабря 1965 года.

## Модификации
- МАЗ-205Б — опытный самосвал с ковшеобразным кузовом, построенный в 1952 году. В серийное производство не пошёл.
- МАЗ-506 — опытный самосвал с боковой разгрузкой кузова, построенный в 1954 году. В серийное производство не пошёл.
- Кроме того на базе самосвала МАЗ-205А различными автотранспортными предприятиями и организациями выпускались самосвалы с двухсторонней разгрузкой кузова, пожарные цистерны, растворовозы и прочее.

## Количество
В период с 1947 по 1966 годы было выпущено 98 721 самосвалов МАЗ-205А. Ниже в таблице приведены данные выпуска по годам:
| Год        | 1947 | 1948 | 1949 | 1950 | 1951 | 1952 | 1953 | 1954   | 1955 | 1956 |
| Количество | 18   | 206  | 1207 | 2394 | 3501 | 3477 | 3976 | 4786   | 5222 | 5448 |
| Год        | 1957 | 1958 | 1959 | 1960 | 1961 | 1962 | 1963 | 1964   | 1965 | 1966 |
| Количество | 6437 | 6689 | 7283 | 7709 | 7575 | 8192 | 8363 | 10 018 | 6219 | 1    |

## Оценка проекта
До начала 1950-х МАЗ-205А являлся единственным производимым в СССР тяжёлым самосвалом. С 1951 года на Ярославском автозаводе начался выпуск более грузоподъемного самосвала ЯАЗ-210Е, однако он производился в недостаточных количествах, поэтому наиболее массовым из тяжёлых самосвалов продолжал оставаться МАЗ-205А. Самосвалы этой модели трудились практически на всех стройках страны. Например, сооружение знаменитого монумента «Родина-мать» в Волгограде велось с помощью этих машин, доставлявших из бетонного завода к месту стройки бетон. Машины оборудовались зелёными флажками, что давало им преимущество в дорожном движении. МАЗ-205А зарекомендовал себя как простой и неприхотливый автомобиль и экспортировался в Египет, Монголию, КНР.
Тем не менее, ко второй половине 1950-х самосвал значительно устарел. Деревометаллическая кабина, двухтактный шумный дизель, кузов уже недостаточного объёма и без защитного козырька над кабиной — всё это говорило о том, что самосвалу требовалась замена на более современную и совершенную модель. В 1958 году на заводе был построен опытный образец самосвала МАЗ-503 с совершенно иной, более прогрессивной компоновкой с кабиной над двигателем. Однако путь на конвейер занял у новой модели целых 7 лет, а потому всё это время порядком устаревший МАЗ-205А продолжал выпускаться заводом. Основная масса МАЗ-205А начала заменяться в автохозяйствах страны с конца 1960-х по середину 1970-х, однако некоторые самосвалы-долгожители продолжали эксплуатироваться и в 1980-х годах. При этом им нередко заменяли износившиеся родные узлы и агрегаты на детали от других грузовиков, например, от МАЗ-500/500А.

## Сохранившиеся экземпляры

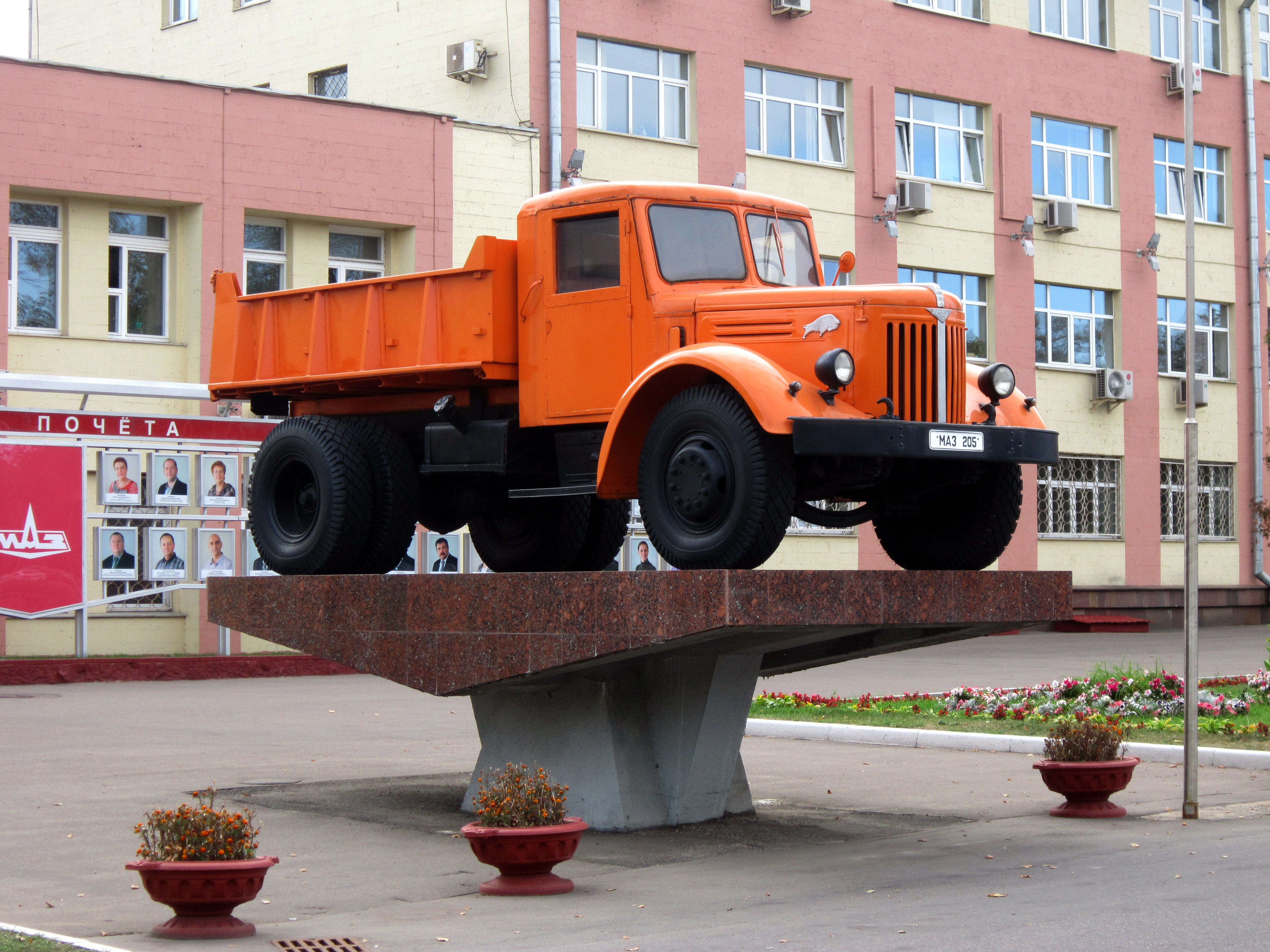
МАЗ-205А на постаменте у проходной Минского автозавода.

- Один из сохранившихся МАЗ-205А выпуска первой половины 1960-х практически в первозданном виде находится на постаменте возле центральной проходной Минского автомобильного завода. Автомобиль периодически подкрашивают, поэтому он находится в отличном состоянии.
- Братск, Падун, посёлок строителей Братской ГЭС, МАЗ-205А на постаменте.
- Заволжье, Нижегородская область, проспект Дзержинского, МАЗ-205А на постаменте.
- Ещё один экземпляр МАЗ-205А находится также на постаменте в Светловодске.
- Ходовой образец позднего МАЗ-205А сохранился в Москве в музее Мосгортранса.
- Ещё один экземпляр МАЗ-205А находится в Житомире на территории АТП-11855, установлен на постаменте.